# 王元爽
王元爽（1583年—1653年），字洪亮，號御李，直隸河間府景州東光縣人，民籍，明朝政治人物。

## 生平
萬曆三十四年（1606年）丙午科順天鄉試第一百二十六名舉人，三十八年（1610年）中式庚戌科會試第二百五十三名，三甲第二百二十七名進士。工部觀政，授直隸鎮江府推官，四十六年（1618年）升吏部主事，丁艱。服闋，起復為吏部稽勳司員外郎，官至尚寶司卿。卒年七十一。著有《四止軒詩稿》。

## 家族
曾祖王畿，贈奉政大夫尚寶司卿；祖父王嘉賓，德府典儀正；本生祖父王嘉言，乙丑進士、尚寶司卿。父王溉槐，庠生；母施氏；繼母柴氏、趙氏。嚴侍下。弟王元衡、王元婁、王元俊、王元舉、王元繼、王元鑑、王元選、王元承、王元蘭。